# تيرو بتكاماكي
تيرو بتكاماكي (بالفنلندية: Tero Pitkämäki) مواليد 19 ديسمبر 1982 في فنلندا، هو رياضي فنلندي في ألعاب قوى متخصص في رمي الرمح. شارك في دورة الألعاب الأولمبية وحصل على الميدالية البرونزية.

## الميداليات
| الميدالية | المسابقة                       |
| --------- | ------------------------------ |
| برونزية   | الألعاب الأولمبية الصيفية 2008 |
| ذهبية     | بطولة العالم لألعاب القوى 2007 |
| فضية      | بطولة العالم لألعاب القوى 2013 |
| برونزية   | بطولة العالم لألعاب القوى 2015 |
| فضية      | بطولة أوروبا لألعاب القوى 2006 |
| برونزية   | بطولة أوروبا لألعاب القوى 2010 |
| برونزية   | بطولة أوروبا لألعاب القوى 2014 |

## روابط خارجية
- تيرو بتكاماكي على موقع الاتحاد الدولي لألعاب القوى (الإنجليزية)
- تيرو بتكاماكي على موقع الدوري الماسي (الإنجليزية)
- تيرو بتكاماكي على موقع أوليمبيديا (الإنجليزية)